# الملحد اللاعقلاني (كتاب)
كتاب الملحد اللاعقلاني تأليف فوكس دي أو تيودور بيله ويتناول الكتاب نقد الإلحاد من عدة زوايا منها على سبيل المثال الدعوى بأن الدين مسؤول عن القتل وسفك الدماء فقدم المؤلف إحصاء يؤكد أن 22 نظام حكم إلحادي تسببوا بقتل 154 مليون إنساناً.